# أندرو سوثرن
أندرو سوثرن (بالإنجليزية: Scot Sothern)‏ هو مصور أمريكي، ولد في 1950 في بيتسبرغ في الولايات المتحدة.